# 吴陈河镇
吴陈河镇，是中华人民共和国河南省信阳市新县下辖的一个乡镇级行政单位。

## 行政区划
吴陈河镇下辖以下地区：
吴陈河村、邱店村、马鞍村、龚洼村、王洼村、夏湾村、陈洼村、石湾村、章墩村、小河边村、阳土墩村、杜洼村、罗寺村、朱洼村和邱堂村。